# Tillberga kyrka
Tillberga kyrka är en kyrkobyggnad som tillhör Tillberga församling i Västerås stift. Kyrkan ligger mitt i Tillberga kyrkby cirka en kilometer norr om samhället Tillberga.
Kyrkan uppfördes 1622 efter att en förödande brand förstört både den tidigare, medeltida kyrkan och en stor del av Tillbergaby. Medeltida murar kan delvis ingå i den nuvarande kyrkan. Kyrkans exteriör är i stor utsträckning tillkommen genom ombyggnationer på 1800-talet, medan mycket av insidans utseende tillkom i mitten av 1900-talet.
Vid en arkeologisk undersökning av kyrkans grundmurar 2014 hittade man ben som daterats till omkring 1100, vilket tyder på att det fanns en kyrka här redan då, troligtvis byggd i trä. Det är en anmärkningsvärt hög ålder på en kyrka i Västerås stift.

## Kyrkobyggnaden
Kyrkan har en stomme av natursten och tegel och består av ett rektangulärt långhus med smalare, halvrunt korabsid i öster och ett kyrktorn i väster. Vid kyrkans nordöstra sida finns en vidbyggd sakristia. Ytterväggarna är putsade och genombryts av rundbågiga fönster, tre på södra långhusväggen och ett på södra. Det finns också tre fönster i absiden och två över porten i väst. Framför allt tornet har en stor mängd ankarjärn och på sakristians gavel finns en blindering i form av ett kors. Långhuset täcks av ett plåtklätt sadeltak, medan tornet har en öppen fyrkantig lanternin. Kyrkans ingång finns i väster och går genom vapenhuset i tornets bottenvåning.
Det enskeppiga kyrkorummet täcks av ett tredingstak av trä, klätt med lackad panel som tillkom vid restaureringen 1954. Sakristian täcks av ett lågt stjärnvalv och vapenhuset av ett högt stjärnvalv. Altaret står i absiden och i väst finns en oreglläktare. Bänkarna är slutna. Glasmålningarna i de tre korfönstren är komponerade av konstnären Gunnar Torhamn. Det mittersta visar Kristus, som håller i äpplet och spiran, båda maktsymboler som visar hans status som världens härskare. I de två andra fönstren syns de tolv apostlarna och ovanför dem Den gode herden respektive Såningsmannen.

## Historia

### Medeltida kyrkor
Det äldsta föremålet i Tillberga är en dopfunt från omkring 1200 och därför har man spekulerat att det skulle ha funnits en kyrka från den tiden på samma plats, troligtvis byggd i trä. Vid en arkeologisk undersökning 2014 visade det sig att det troligtvis fanns en kyrka här redan hundra år tidigare, omkring 1100. Intill den nuvarande kyrkans södra grundmur tog man ben från orörda gravar för att datera med hjälp av kol-14-metoden. Det visade sig att det äldsta benet tillhört en människa som dog någon gång mellan år 1020 och 1180, troligast omkring 1100. Det är en ovanligt tidig datering för kristna gravar intill kyrkor i Västerås stift och styrker tesen att det redan då fanns en träkyrka på platsen. Man hittade också grundmurar från en annan tidigare kyrka, troligtvis en stenkyrka som omkring år 1300 ersatte träkyrkan.
Hur den medeltida stenkyrkan såg ut finns det inga uppgifter om, men troligtvis var det en rektangulär kyrka i gråsten med ett brant sadeltak. 1612 drabbades kyrkbyn av en svår eldsvåda där kyrkans tak blev avbrunnet tillsammans med klockstapeln, prästgården, klockarbostaden och de två bondgårdarna som fanns där. Även kyrkans murar blev svårt skadade och en stor del av dess inventarier förstördes. Enligt en tradition var det en dräng från byn vid namn Olof Persson som med ett bösskott orsakade branden, men en kanske troligare förklaring är att åskan slog ned i kyrkan.

### Återuppbyggnad
Återuppbyggnaden påbörjades tämligen omgående, och drygt tio år efter branden verkar kyrkan ha varit tillräckligt färdig för att börja användas igen. Under den följande delen av 1600-talet tillkom muralmålningar på kyrkorummets valv och väggar, målade av Peder målare, ny kyrkklocka och predikstol. Men i slutet av århundradet fanns det klagomål på att kyrkan ännu inte var färdig, och att gudstjänsterna fick hållas under bar himmel. Några decennier in på 1700-talet var kyrkan så förfallen att sockenborna skämdes för den. 1733 ska en ny klockstapel ha byggts, men troligtvis syftar detta på en ny överdel på kyrkans torn med klockvåning av trä och hög spira. De följande åren genomgick kyrkan en stor upprustning då det bland annat sattes in nya fönster i koret och på sydsidan. Murarna lagades och stabiliserades med dragjärn samt rappades och vitlimmades. Tornportalen försågs med nya dörrar. Efter avslutat arbete återinvigdes kyrkan 1740. Kyrkans utseende efter ombyggnaden framgår av en teckning av Olof Grau i Beskrifning öfwer Wästmanland från 1754.

### Ombyggnader på 1800-talet och senare
1815 inleddes tornets ombyggnad då tornspiran sågades ned. 1819 revs tornets klockvåning och året därpå påbörjades den nybyggnation som gav tornets dess nuvarande utseende. Arbetet utfördes av bygg- och murmästaren Olof Sjöström i Torsåker efter ritningar av arkitekt Per Axel Nyström. Från början var planen att genomföra en mer genomgripande förändring av kyrkan, med bland annat förlängt långhus. Kyrkan fick sin nuvarande planform 1882 i och med att absiden på korets östgavel byggdes, ritad av arkitekt Herman Holmgren. Samtidigt murades den södra ingången igen och ersattes med ett fönster, samtidigt som resterande fönsteröppningar förstorades. På taket lades plåt istället för de tidigare spånen. I kyrkorummet ersattes tunnvalvet med nuvarande tredingstak och nya, öppna bänkar sattes in.
Kyrkorummets nuvarande utseende tillkom i stor utsträckning vid nästa stora restaurering och omgestaltning som skedde åren 1953-1954 efter program av arkitekt Einar Lundberg. Nu förminskades åter fönstrens öppningar, samtidigt som nya fönster med glasmålningar sattes in i korets tre fönster. Norra sidan av kyrkan dränerades. Under hela kyrkan göts nya undergolv av betong. Kyrkorummets golv belades med kalksten, medan sakristians golv belades med tegel. Den öppna bänkinredningen från 1882 revs ut och nya, slutna bänkar sattes in.

## Kyrkogården
Kyrkogården runt Tillberga kyrka har haft samma storlek sedan 1600-talet, vilket är ovanligt för kyrkogårdar runt sockenkyrkor, som ofta utökats under åren. Den omgärdas av en bogårdsmur byggd av vald och kluven sten. Ingångar finns i norra-, östra- och västra murpartierna med varsin stiglucka. Stigluckorna är alla vitrappade med toppiga spåntak och byggda på 1600- och 1700-talet. Den västra är äldst.
På kyrkogården ligger greve Gilbert Hamilton begravd och det finns också en minnessten rest över honom 1951.

## Inventarier
- Den övre delen av kyrkans dopfunt är tillverkad av sandsten omkring år 1200. Den nedre delen är sentida, tillverkad i stenmålat trä.[4]
- I koret finns fyra gravhällar. Två av dem från 1600-talet är till minne efter två systrar, Ursula och Margaretha Nilsdotter. De andra två är efter landshövdingen Peter Drufva (död 1671) och hustrun Brita Christina von Berchner (död 1734).[6]
- Träskulpturen Mor och barn är tillverkad av Gunnar Täljare 1954.[3]
- Kyrkans tre mässingskronor kommer alla från 1600-talet, liksom långhusets ljusarmar och ljusplåtarna i absiden.[3]
- Till vänster om predikstolen hänger en målning som föreställer Kristi korsfästelse, skänkt av landshövding Peter Drufva på 1750-talet.  Den fungerade möjligtvis från början som altartavla.[6]
- Predikstolen i barockstil är tillverkad av Erick Nilson, även kallad Fläckebomästaren, 1679. Israel Morman stod för måleriet.[5] Det tidigare bakstycket med porträtt av reformatorerna Martin Luther och Philipp Melanchthon hänger i tornrummet.[3]
- I tornet hänger två klockor. Den äldsta, som väger 770 kg, göts 1663 och bär vid sidan av ett krucifik och Karl XI:s monogram inskriptionen: ”Iagh glädhes i thet migh sagdt är at wii skola gå in uthi herrens huus. Haleluia.” Den yngre göts ursprungligen 1771 men blev omgjuten av Gösta Bergholtz 1943. Den väger 522 kg och har bland annat en inskiption som lyder: ”Här är ett Zions berg, här födes Christi hiord. På thetta lilla berg förkunnas herrans ord. Här finnes lifsens bröd, här ätes himmelskt mann, som siälar både lif och styrka gifva kan. Så kom till thetta berg, tu dyra Jesu siäl, och låttig spisa så at tig blir evigt väl.”[3]

### Orgel
- Kyrkan fick ett gammalt positiv med 6 stämmor från Romfartuna kyrka. Positivet hade tidigare stått i Romfartuna från åtminstone 1660. Man sålde vidare detta positiv 1773 till en okänd köpare.[7]
- 1857 byggde Frans Andersson, Stockholm en orgel med 7 stämmor.
- En orgeln byggdes 1922 av Furtwängler & Hammer, Hannover, Tyskland. Den utökades 1954 av E A Setterquist & Son, Örebro och hade då 12 stämmor.[5]
- Den nuvarande orgeln byggdes 1986 av Olof Hammarberg, Göteborg. Orgeln är mekanisk.

| Huvudverk I   | Svällverk II        | Pedal      | Koppel |
| Principal 8´  | Gedakt 8´           | Subbas 16´ | I/P    |
| Rörflöjt 8'   | Fugara 8´           |            | II/P   |
| Oktava 4'     | Koppelflöjt 4'      |            | II/I   |
| Oktava 2'     | Flautino 2'         |            |        |
| Mixtur 2 chor | Sesquialtera 2 chor |            |        |
|               | Crescendosvällare   |            |        |